# Larinopoda latimarginata
Larinopoda latimarginata är en fjärilsart som beskrevs av Grose-smith 1898. Larinopoda latimarginata ingår i släktet Larinopoda och familjen juvelvingar. Inga underarter finns listade i Catalogue of Life.